# 竜

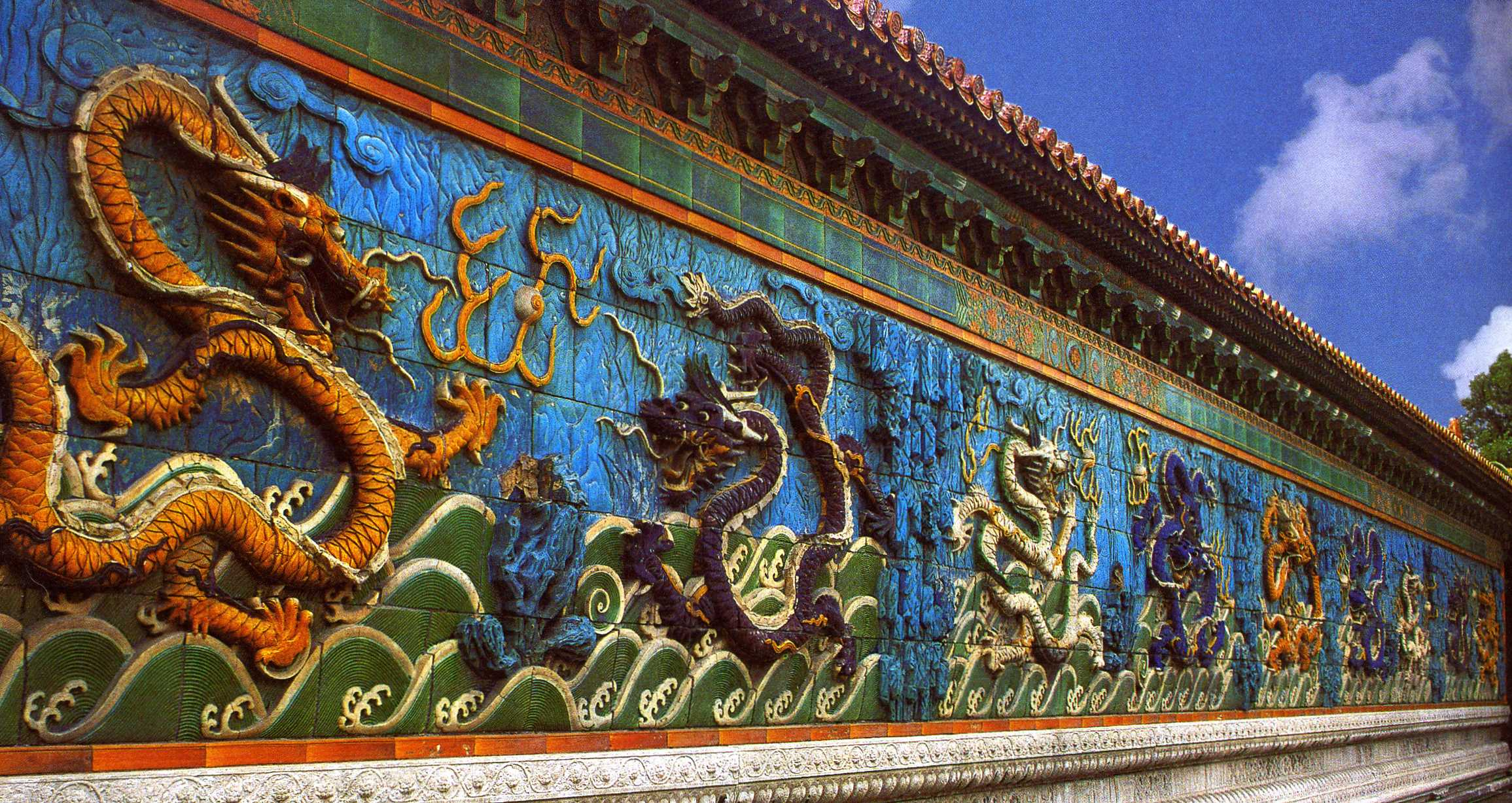
北京・故宮の九龍壁

竜（りゅう、りょう、たつ、旧字体：龍󠄂）は、神話・伝説の生きもの。西洋のドラゴンとの違いについてはドラゴンを参照。
旧字体では「龍󠄂」で、「竜」は略字であるが、古字でもある。龍󠄂は今日でも広く用いられ、人名用漢字にも含まれている。中華人民共和国で制定された簡体字では「龙」の字体が用いられる。「りょう」は正音、「りゅう」は慣用音となる。
英語の dragon（や他の西洋諸語におけるこれに相当する単語）の訳語として「竜」が用いられるように、巨大な爬虫類を思わせる伝説上の生物を広く指す場合もある。さらに、恐竜をはじめとする爬虫類の種名や分類名に用いられる saurus（サウルス、σαῦρος、トカゲ）の訳語としても「竜」が用いられている。このように、今日では広範な意味を持つに至っている。

## 中国の竜

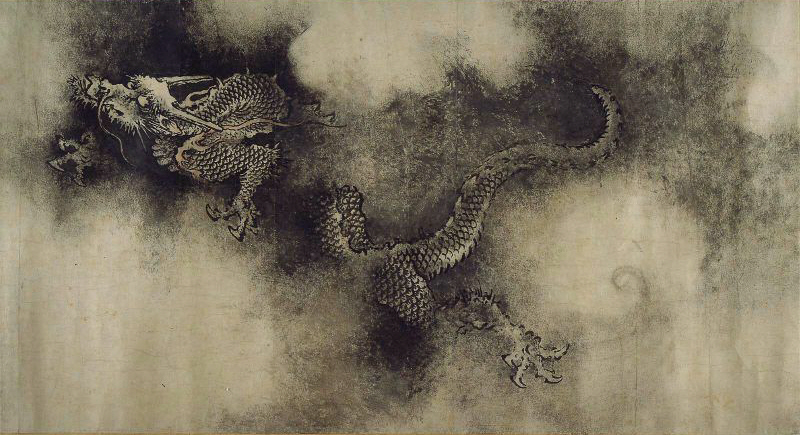
「九龍図巻」陳容画（南宋）、ボストン美術館蔵

中国の竜は神獣・霊獣であり、『史記』における劉邦出生伝説をはじめとして、中国では皇帝のシンボルとして扱われた。水中か地中に棲むとされることが多い。その啼き声によって雷雲や嵐を呼び、また竜巻となって天空に昇り自在に飛翔すると言われ、また口辺に長髯をたくわえ、喉下には一尺四方の逆鱗があり、顎下に宝珠を持っていると言われる。秋になると淵の中に潜み、春には天に昇るとも言う。
中華人民共和国内モンゴル自治区東南部、遼寧省西部に紀元前4700年頃-紀元前2900年頃に存在した紅山文化の墳墓からは、ヒスイなどの石を彫って動物などの形にした装飾品が多く出土している。
恐竜など大型動物の化石は竜の骨（竜骨）と信じられ、長く漢方の材料として使用された。
竜を意味する辰は、十二支における12種類の動物の一つである。また、竜生九子という9つの子を産んだという。
竜（やドラゴン）の伝承の発端としては、クジラや恐竜などの大型動物の骨や化石、ワニやオオトカゲなどの爬虫類、人間の本能的な蛇などへの恐怖などの仮説が挙げられている。青木良輔は、竜の起源は、古代に長江や漢水に残存していたワニの一種（マチカネワニ）であり、寒冷化や人類による狩猟により絶滅した後、伝説化したものだと主張している。これは現在残っている竜の図像の歴史的変化からも窺えるとのことである。

## ナーガと仏教の竜王

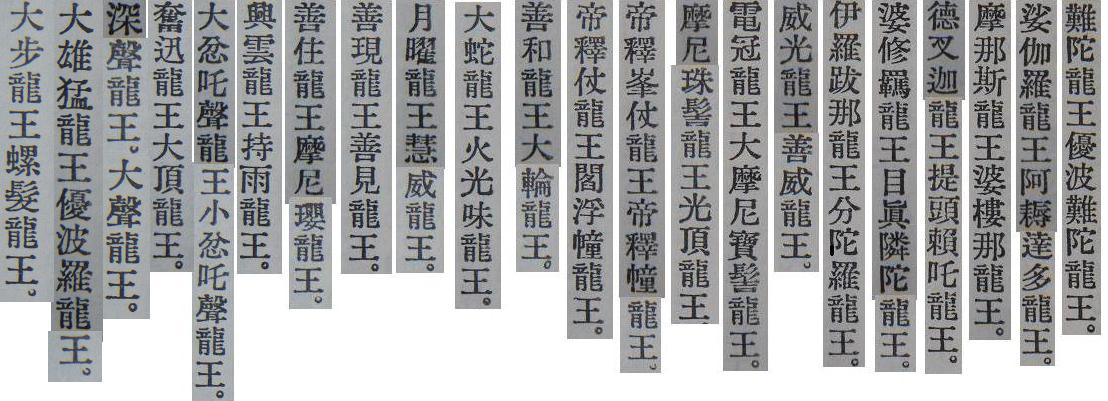
仏教における様々な龍王の名。

竜の起源に関する正確な定説は存在しないが、インドの蛇神であり水神でもあるナーガの類も、仏典が中国に伝わった際、「竜」や「竜王」などと訳され、八部衆の一として組み込まれた。そうした関係から、仏教伝来以後の中国の竜もまた、蛇神ナーガのイメージから影響を受けたことは想像に難くない。例えば、道教における竜王は、ほとんどインドのナーガラージャと同じ性質を持つ。しかし、仏教が中国に伝わる前に、中国の竜はすでに雨水をつかさどるイメージがあった（例えば応竜）。ちなみに日本でヒンドゥー教など他の聖典や文学などを翻訳する場合でも、それらインドの神格を「蛇」ないし「竜」とするのが通例となっている。
竜にも善悪があり、法行竜と非法行竜があるとされる。また竜には、一つに熱風熱沙に焼かれる苦悩、二つに住居を悪風が吹きさらし宝を失い衣が脱げる苦悩、三つに金翅鳥（こんじちょう、迦楼羅）に食される苦悩があるとされる（ただし阿耨達池に住む竜王にはこの苦悩はない）。
仏教では、釈迦が生誕した際に二匹の竜が清浄水を灌ぎ、成道時に七日間の降雨を釈迦の身を覆って守護した。また仏が毒龍を降伏させたり盲竜を治癒させるなどの多くの説話がある。また法華経提婆達多品では、八歳の竜女の成仏が説かれている。

## 日本の竜

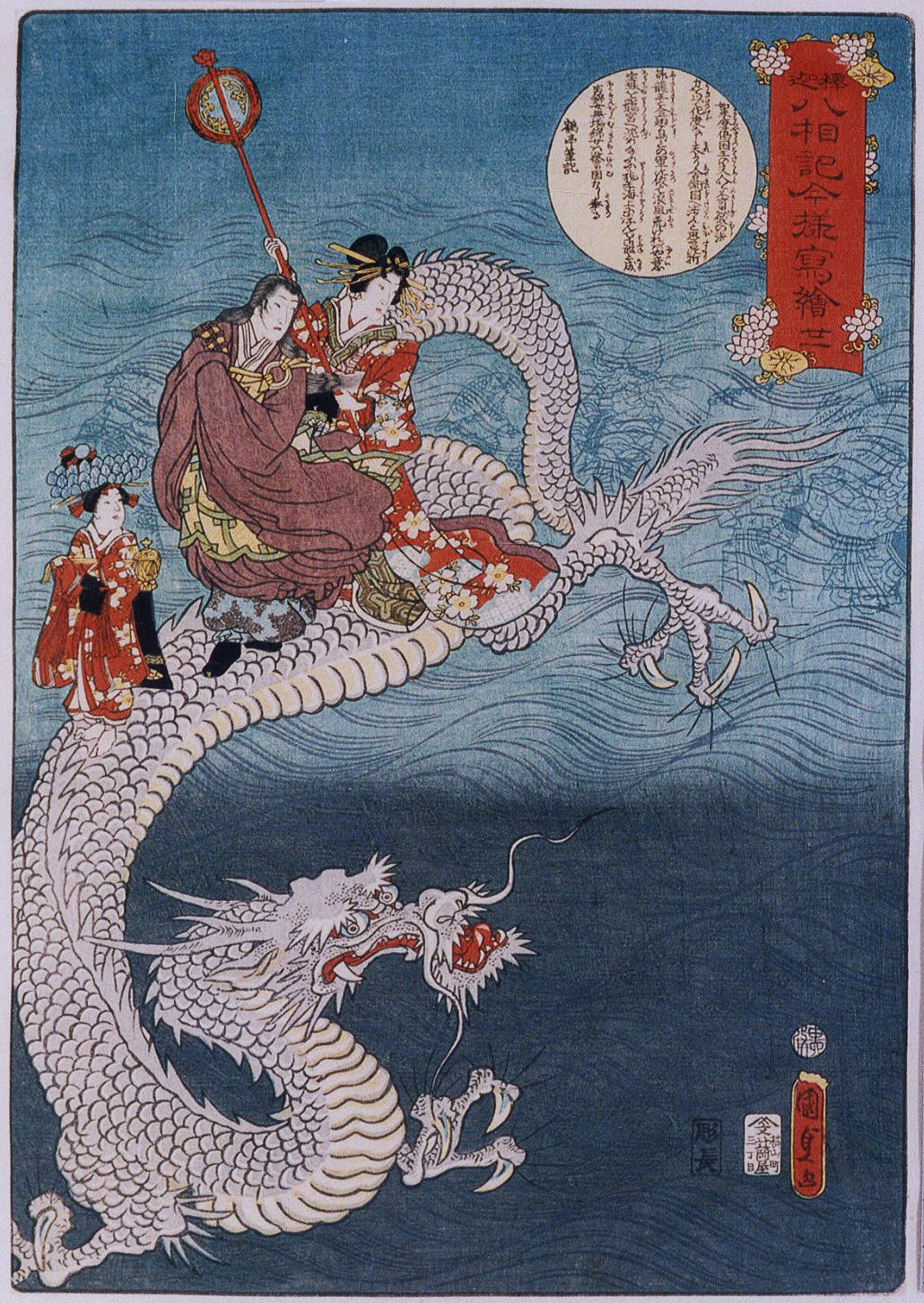
「釈迦八相記今様写絵」
二代目歌川国貞（歌川国政）、19世紀

彦火火出見尊（初代天皇の神武天皇）は、竜の腹から生まれており、日本神話に登場する高志（のちの越）の八岐大蛇、海神の八尋和邇の龍宮が、現在に伝わる。もともと日本にあった自然を神として崇拝する信仰と中国から伝来した文様や中国の竜とが融合して日本の竜とされる。四神・五獣と繋がり、特に青竜は古墳などに現在の姿で描かれて有名である。神話の八岐大蛇伝説と仏教の八大竜王伝説などが習合した倶利伽羅竜、九頭竜、善女竜王（清瀧権現）伝承も有名。玄武とも繋り北の越国など辺りの竜を黒竜とした。蜃気楼に竜宮・霊亀蓬莱山が現れて吉祥とされる。
治水や灌漑技術が未熟だった時代には、河川の氾濫や旱魃が続くと、竜神に食べ物や生け贄を捧げたりした。その象徴が、神道では櫛名田比売（くしなだひめ）などとして語られ、仏教では、高僧が祈りを捧げるといった雨乞いの行事が行われた。神泉苑（二条城南）で空海が祈りを捧げて善女竜王（清瀧権現）を呼び、雨を降らせたという逸話が有名である。
また、剣は、炎の竜の化身とされており、八岐大蛇から生まれた剣は天皇であることを表す神器として伊勢神宮(後に熱田神宮)に天叢雲剣（のちに草薙剣）が祭られ、また、守り神とされた。中世ころには刀剣、兜に竜をかたどり戦が行われた。
他にも水の神として、また戦いの神として各地で民間信仰の対象として広まった。日本列島が水の国であることを象徴する。

## 道教の竜王
- 四海竜王 - 四海（東西南北四方の海）を司る竜王。
  - 東海竜王 - 『西遊記』では名を敖広（ごうこう ; 拼音: Áo Guǎng）
    - 敖丙（ごうへい ; 拼音: Áo Bǐng) - 東海竜王の三男で、哪吒に殺される。

  - 南海竜王
  - 西海竜王
  - 北海竜王

## ドラゴン（西洋の竜）
ドラゴンは、ヨーロッパの文化で共有されている伝承や神話における伝説上の生物である。もとは天使で、天上から堕ちた天使のうちのひとつとされる。その姿はトカゲあるいはヘビに似ている。想像上の動物であるが、かつては実在の生きものとされていた。
英語では、小さい竜や竜の子はドラゴネット (dragonet) という。